# Ние (роман)
Вижте пояснителната страница за други значения на Ние.
„Ние“ (на руски: „Мы“) е антиутопичен роман на Евгений Замятин.
Завършен е през 1920 г. и е публикуван на руски език в съкратена версия същата година. Преведен е на английски език за пръв път през 1924 година.
Романът представлява изключително оригинална критика на тоталитарното общество. Описва свят на хармония и конформизъм в обединена тоталитарна държава.
Вероятно този роман е сред творбите, повлияли и довели до създаването на романа „1984“ от Джордж Оруел.

## Aдаптация
„Ние“ е адаптирана в късометражен филм през 2016 г. Филмът се нарича The Glass Fortress – Стъклената крепост.